# Shōji Kawamori
(河 森 正治, Kawamori Shōji, nascido em 20 de fevereiro de 1960) é um produtor japonês, roteirista, artista visual e designer de mecha.

## Trabalho
Ele é mais conhecido por criar a franquia Macross, e a linha de brinquedos Diaclone (base para a linha de brinquedos Transformers). Ele foi pioneiro em vários conceitos inovadores em seus trabalhos, como mecha transformadora (incluindo o VF-1 Valkyrie em Macross e Optimus Prime em Transformers) e ídolos virtuais (incluindo Lynn Minmay e Sharon Apple na franquia Macross). Seu trabalho teve um impacto significativo na cultura popular, tanto no Japão quanto internacionalmente.